# World Paella Day
World Paella Day és un encontre gastronòmic en reconeixement de la paella com a plat universal de la gastronomia espanyola. En aquest dia celebrat cada 20 de setembre, es comparteixen receptes i ingredients per celebrar la internacionalitat de la paella. Una menja humil d'origen valencià amb una gran rellevància en l’àmbit mundial. A més de degustacions per tot el món, incloent-hi Londres, Milà, Rotterdam o Nova York, s'hi suma un concurs, el World Paella Cup, on competeixen 8 finalistes de diversos països.

## World Paella Day Cup
En aquest dia se celebra la World Paella Day Cup que és una competició de cuinar paelles en la que xefs de tot el món rivalitzen per elaborar el millor plat de paella, i guanyar un trofeu que té forma de "caldo d'arròs", de fluid orgànic, reflectint el que és la paella, amb un color turquesa que representaria la mar Mediterrània, acompanyat de tons grocs i taronges de la mescla del caldo de la paella i també "volent fer el símil de color amb la bandera de València".
Per a participar en el concurs els xefs envien un vídeo de només de 59 segons on expliquen la seva història professional, el país al que representen i el perquè volen participar en el concurs World Paella Day Cup. Els millors vídeos passen a la fase final en la qual són pujats a la web de www.worldpaelladay.org om s'inicia una votació popular a través de les xarxes socials. El jurat compost per professionals triats per la World Paella Day organisation, prenen en compte les votacions, les candidatures, els currículums i els vídeos dels candidats, i en seleccionen 8 finalistes (i 3 de reserva). Llavors els 8 finalistes són convidats a València on competiran en viu i en directe. L'organització córre a càrrec de les despeses de desplaçaments dels participants i el seu allotjament, a més d'oferir-los un programa d'activitats perquè coneguin València i la província originària de la paella. Com a premi els guanyadors reben el trofeu de l'edició de la World Paella Cup d'aquell any, una jaqueta especial i també un certificat amb el seu estatus de finalistes.
El concurs té certes normes com per exemple:
- Els xefs que vulguin concursar, però no es presentin correctament per a la participació i en els terminis establerts seran desqualificats.
- Qualsevol inscripció rebuda després dels terminis és desqualificada.
- Només se seleccionarà un finalista per país.
- Els participants concedeixen els drets d'imatge per a la difusió del contingut de les accions promocionals de forma indefinida.
- El jurat pot prendre les decisions que consideri necessàries per al bon funcionament de la competició

| Edició                    | Guanyador/a                  | Recepta           | Restaurant                    |
| ------------------------- | ---------------------------- | ----------------- | ----------------------------- |
| World Paella Day Cup 2019 | David Domingo i Jesús Melero | paella valenciana |                               |
| World Paella Day Cup 2020 | Chabe Soler                  | paella valenciana | Ferrera Restaurant (València) |
| World Paella Day Cup 2021 | Noelia Pascual               | paella alacantina | Restaurant Cachito (Elx)      |